# Lilak

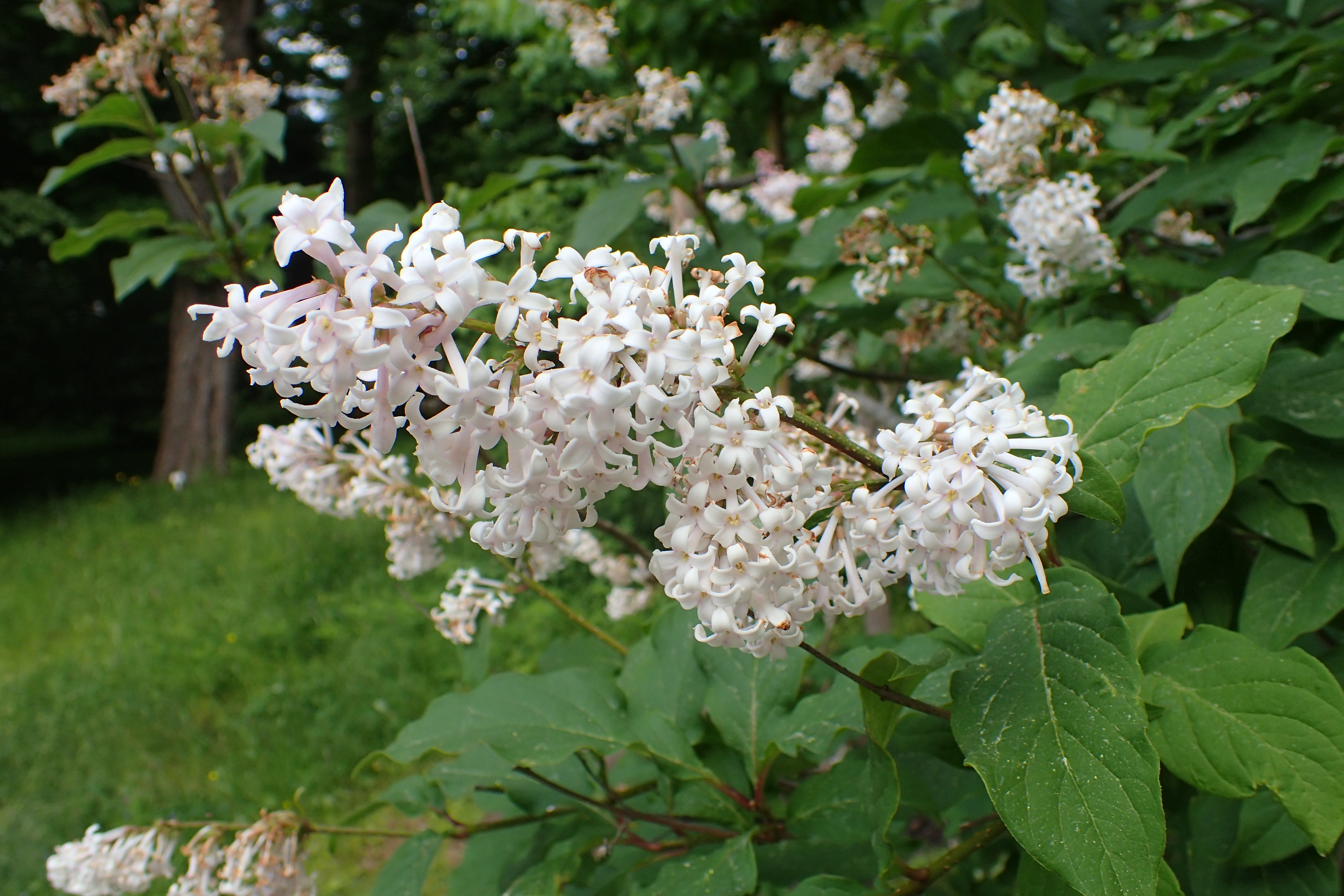
Lilak himalajski

Lilak (Syringa L.) – rodzaj roślin z rodziny oliwkowatych. Rodzaj liczy w zależności od ujęcia od 12 do ok. 30 gatunków. Rośliny te występują w południowej i wschodniej Azji (od Afganistanu po Japonię, głównie w Chinach) oraz w południowo-wschodniej Europie (dwa gatunki – lilak pospolity S. vulgaris i lilak Josiki S. josikaea). W naturze rośliny te rosną w zaroślach, często na zboczach gór i urwiskach, zwłaszcza na podłożu wapiennym. Potocznie lilaki nazywane są „bzami”, jednak jest to określenie błędne, gdyż nazwa ta odnosi się do roślin z rodzaju Sambucus.
Popularne rośliny ozdobne od dawna uprawiane dla efektownych, obfitych kwiatostanów o silnym zapachu. Tylko w przypadku lilaka pospolitego wyhodowano ok. 1,5 tys. odmian, a poza tym uprawiane i krzyżowane są też inne gatunki. Z gałęzi lilaka po wydrążeniu rdzenia wyrabiano fajki.

## Morfologia
PokrójKrzewy lub małe drzewa osiągające do 7 m wysokości. Pędy obłe lub czterokanciaste z pełnym rdzeniem.
LiścieSezonowe, naprzeciwległe, pojedyncze i całobrzegie, rzadko wcinane i wyjątkowo nieparzystopierzaste u jednego gatunku – S. pinnatifolia, ogonkowe.
KwiatyObupłciowe, zebrane w gęste wiechy, szczytowe lub boczne, czasem silnie rozgałęzione. Kielich drobny, składa się z 4 działek zrośniętych u nasady. Płatki korony są cztery, u nasady są zrośnięte w krótką lub dłuższą, walcowatą rurkę, zakończoną wolnymi, kapturkowatymi łatkami. Kolor korony zróżnicowany – biały, różowy, fioletowy. Pręciki są dwa, są schowane lub wystają z rurki korony. Zalążnia jest górna i dwukomorowa, w każdej komorze rozwijają się dwa zalążki. Szyjka słupka jest krótka, nitkowata, z rozwidlonym znamieniem.
OwoceSuche, skórzaste torebki z 2–4 oskrzydlonymi nasionami.

## Systematyka
Pozycja systematyczna
Rodzaj z rodziny oliwkowatych (Oleaceae), a w jej obrębie z plemienia Oleeae. Wraz z rodzajem ligustr Ligustrum tworzy  podplemię Ligustrinae Koehne (1893). Analizy filogenetyczne oparte na badaniach molekularnych pozwoliły stwierdzić, że rodzaj Ligustrum jest zagnieżdżony w rodzaju Syringa, czyniąc z niego takson parafiletyczny.
Wykaz gatunków
- Syringa ×chinensis Willd. – lilak chiński
- Syringa emodi Wall. ex Royle – lilak himalajski
- Syringa ×hyacinthiflora Rehder – lilak hiacyntowy
- Syringa josikaea J.Jacq. ex Rchb. – lilak Josiki, l. węgierski
- Syringa komarowii C.K.Schneid.
- Syringa oblata Lindl. – lilak wczesny
- Syringa persica L. – lilak perski
- Syringa pinetorum W.W.Sm.
- Syringa pinnatifolia Hemsl.
- Syringa ×prestoniae McKelvey – lilak ottawski
- Syringa pubescens Turcz. – lilak Meyera
- Syringa reticulata (Blume) H.Hara – lilak japoński
- Syringa tomentella Bureau & Franch.
- Syringa villosa Vahl – lilak kosmaty
- Syringa vulgaris L. – lilak pospolity